# Filipos (ciudad)

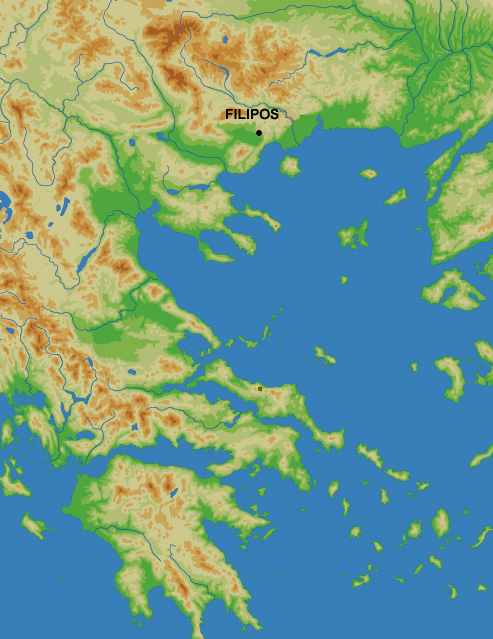
Localización de Filipos.

Filipos (en latín Philippi, en griego Φίλιπποι, Phílippï) fue una ciudad de Macedonia oriental fundada por Filipo II de Macedonia, que le dio su nombre (antes se llamaba Crénides, en latín Crenides, es decir, lugar de las fuentes, por las diversas fuentes del río Angites). Cerca había minas de oro, especialmente las de Asyla. Estaba cercana al río Gangas o Gangites.

## Orígenes
Filipos es una fundación del rey de Macedonia, Filipo II, en el lugar de la colonia tasia de Crénides (Κρηνἱδες), en el valle del monte Orbelos (nombre antiguo del monte Lekani), en el borde norte de la marisma que ocupaba en la antigüedad toda la llanura que lo separaba del monte Pangeo al sur.
El objetivo de esta fundación era tanto controlar las minas de oro vecinas como establecer una guarnición en un punto de paso estratégico: el sitio controlaba la ruta entre Anfípolis y Neápolis, un segmento de la gran carretera real que atravesaba de este a oeste Macedonia y que será más tarde reconstruida por los romanos bajo el nombre de Vía Egnatia.
Después de la conquista macedonia de Anfípolis, Pidna y Potidea, Filipo II dotó a la nueva ciudad de importantes fortificaciones para defenderla de las tribus tracias, que cortaban en parte el paso entre las marismas y el Orbelos, y envió allí colonos. Hizo emprender el saneamiento de las marismas, de lo que da testimonio el escritor Teofrasto. Filipos conservó una verdadera autonomía dentro del Reino macedonio: una ciudad con sus propias instituciones políticas (ekklesía del demo). El descubrimiento de nuevas minas de oro cerca de la ciudad, en Asyla, contribuyó al enriquecimiento del reino de Filipo II, que obtenía unos 1000 talentos al año y estableció allí un taller monetario. La integración definitiva de la ciudad en el reino macedonio tendría lugar bajo Filipo V.
La ciudad fue a pesar de todo de tamaño modesto (¿2.000 habitantes?): cuando los romanos destruyeron definitivamente el reino argéada de Macedonia en 167 a. C. y lo dividieron en cuatro Estados distintos (merides), fue Anfípolis y no Filipos la designada como capital del Estado de Macedonia oriental.
No se conoce nada o casi nada de la ciudad en esta época, excepto el recinto, el teatro, los cimientos de una casa bajo el foro romano, un pequeño templo y sobre todo un heroón (templo consagrado a un héroe). Este monumento recubre la tumba de un tal Exekestos, quizás situada en el ágora y ligada al culto de κτίστης (ktístès) (héroe fundador) de la ciudad.

## Época romana

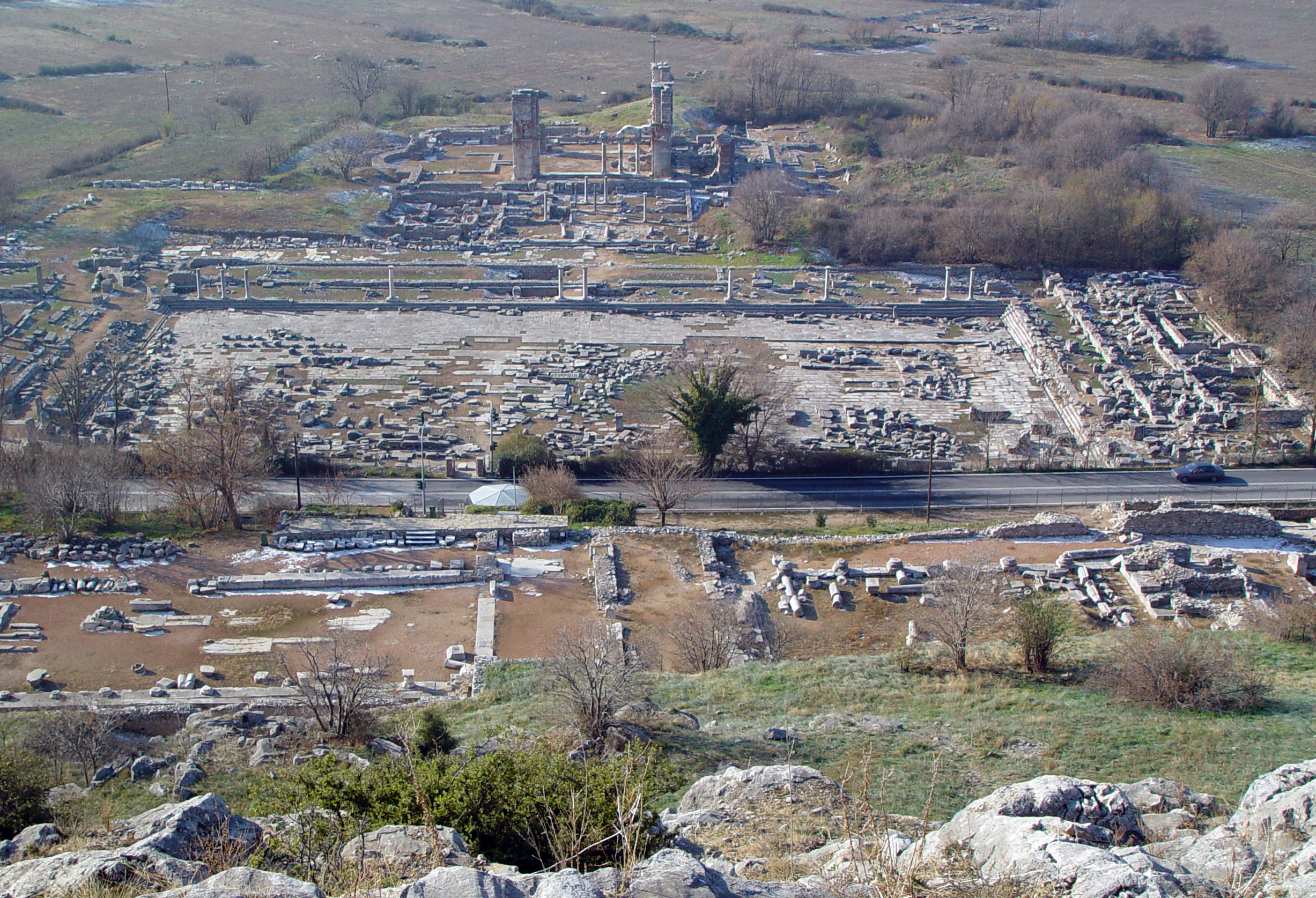
Vestigios del centro de la ciudad: foro en primer plano, mercado y basílica B al fondo.

Fue visitada en algunas ocasiones por el apóstol  Pablo (49, 56 y 57). Cuando Macedonia fue dividida en dos provincias por Teodosio el Joven, Filipos fue la capital de Macedonia Primera.
La ciudad reaparece en las fuentes con ocasión de la guerra civil que siguió al asesinato de Julio César. Sus herederos Marco Antonio y Octavio se enfrentaron a los partidarios de la República, Marco Junio Bruto y Cayo Casio Longino, en una doble batalla decisiva en la llanura al oeste de la ciudad en octubre de 42 a. C.

Un bando estaba dirigido por el futuro Augusto y el otro por Bruto; en un primer combate este último venció, pero en el segundo, veinte días después, fue derrotado.
Vencedores, Marco Antonio y Octavio licenciaron una parte de sus veteranos, probablemente de la legio XXVIII, los cuales se instalaron en la ciudad, refundada como colonia romana bajo el nombre de Colonia Victrix Philippensium.
Octavio le dio entonces (41 a. C.) el rango de colonia (Colonia Victrix Philippensium) con derecho italiano. En 30 a. C., el futuro Augusto reorganizó la colonia y procedió a un nuevo licenciamiento de veteranos, quizás de pretorianos y de italianos: la ciudad tomó el nombre de Colonia Iulia Philippensis, convertido en Colonia Augusta Iulia Philippensis después de enero de 27 a. C., cuando el mismo César Augusto recibió su nombre definitivo por parte del Senado.
A continuación de este licenciamiento -y quizás después del primero—, el territorio de Filipos fue centuriado y distribuido a los colonos. La ciudad mantuvo sus límites macedonios, materializados por el recinto, y su plano no es más que parcialmente revisado con la implantación del foro un poco al este del emplazamiento probable del ágora.
La colonia conoció un resurgimiento importante ligado a la riqueza de que le aportó su rico territorio y su posición privilegiada en la Vía Egnatia. Esta riqueza se tradujo en un marco monumental particularmente imponente respecto al tamaño del área urbana: el foro se ordenó en dos terrazas de una parte y otra de la calle principal en varias fases entre el emperador romano Claudio y los Antoninos, el teatro es agrandado y dispuesto para recibir los juegos romanos. Una abundante epigrafía latina testimonia esta prosperidad.

## Época paleocristiana

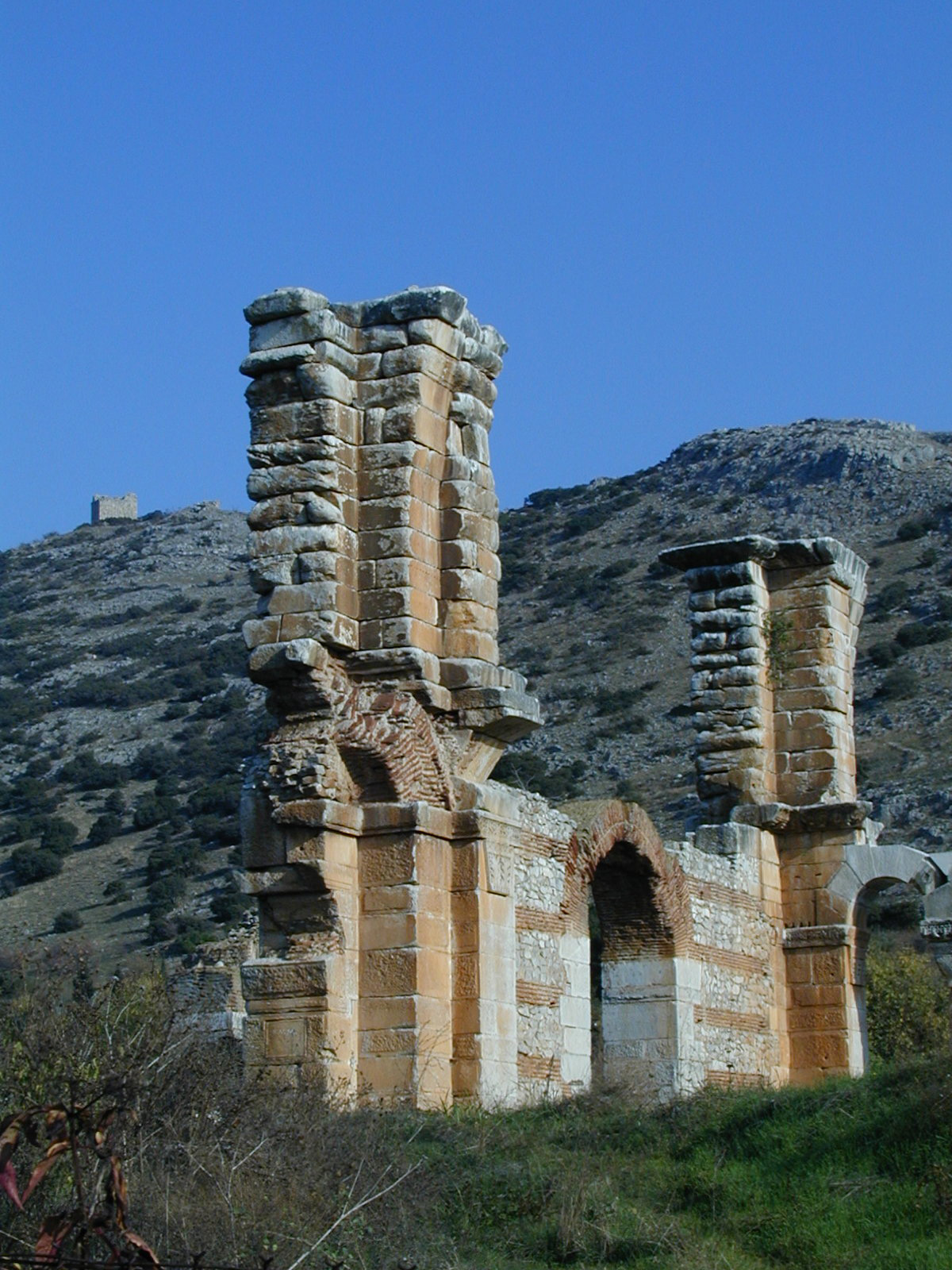
Basílica B vista del suroeste, y acrópolis al fondo.

En 49 o 50, la ciudad recibió la visita del apóstol Pablo. Acompañado de Silas, Timoteo y quizás de Lucas, el autor de los Hechos de los Apóstoles, predicó por primera vez en suelo europeo en Filipos, y bautizó allí a una comerciante de púrpura llamada Lidia, en un río al oeste de la ciudad: había allí entonces una comunidad judía y una sinagoga, atestiguada por la epigrafía.
Pablo habría visitado la ciudad en otras dos ocasiones, en 56 y 57. La epístola a los filipenses dataría de 54-55 y testimonia el impacto inmediato de la palabra paulina. El desarrollo subsecuente del cristianismo en Filipos está bien atestiguado, sobre todo por una carta de Policarpo de Esmirna dirigida a la comunidad filipense hacia el 160, y por la epigrafía funeraria.
La primera iglesia atestiguada en la ciudad es de tamaño modesto y corresponde probablemente al origen de una casa de oración: esta Basílica de Pablo, identificada por una inscripción de un pavimento de mosaico, está datado hacia 343, por la mención del obispo Porfirio, cuya presencia está atestiguada en el concilio de Sárdica ese año.

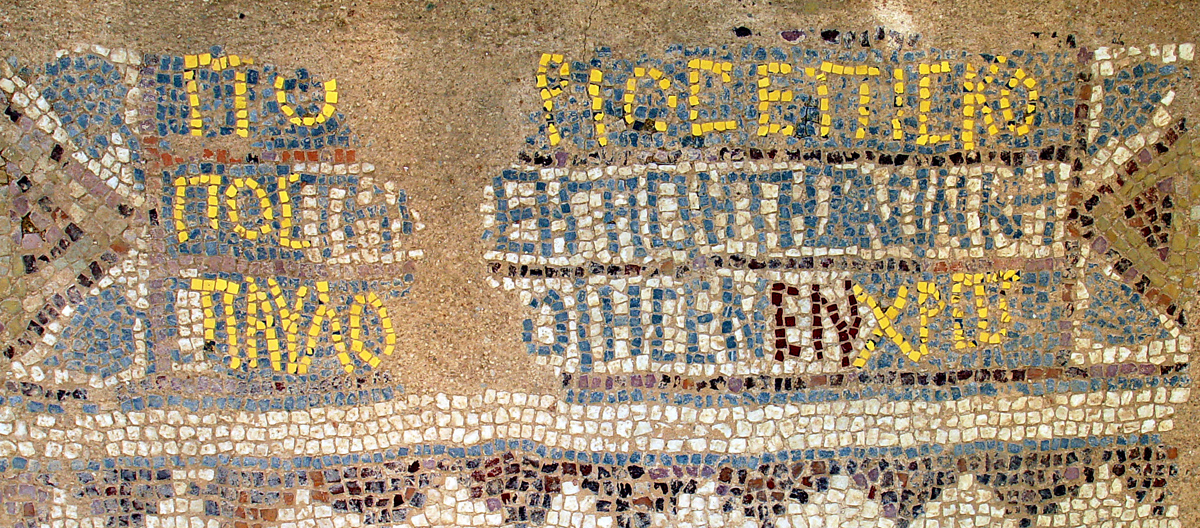
Inscripción del obispo Porfirio en la Basílica de Pablo.

Aunque no subsiste ninguna huella arqueológica ni literaria, la tradición de la fundación apostólica de Filipos y el culto martiriológico del santo son las explicaciones más verosímiles para explicar al menos en parte la formidable prosperidad de la ciudad en el siglo V y VI. Como en las otras ciudades, se multiplican las fundaciones eclesiásticas: siete iglesias diferentes son construidas entre la mitad del siglo IV y finales del siglo VI, de las que algunas rivalizan en tamaño y en adornos con las más hermosas fundaciones tesalonicianas, incluso constantinopolitanas. El parentesco del plano y de la decoración arquitectónica de la basílica B con Santa Sofía y Santa Irene de Constantinopla otorgan un lugar privilegiado a esta iglesia en la historia del arte paleocristiano. El complejo episcopal que toma el lugar de la Basílica de Pablo a partir del siglo V, construido alrededor de una iglesia octogonal, rivaliza también con las iglesias de la capital.
En la misma época, las murallas de la ciudad son reconstruidas para hacer frente a la inseguridad creciente en los Balcanes. En 473, la ciudad es sitiada por los ostrogodos que no llegan a tomarla pero queman los arrabales.

## Épocas bizantina y otomana
En 838 pasó a los búlgaros y los bizantinos intentaron recuperarla por su posición estratégica. En 969 volvía a estar en manos de los bizantinos y Nicéforo II Focas restauró las fortificaciones y la acrópolis.
En 473 fue asolada por los godos, que causaron miles de muertes. Debilitada por las invasiones eslavas de finales del siglo VI que arruinaron la economía agraria de Macedonia, así como probablemente por la gran peste de 547, la ciudad fue casi totalmente destruida por un seísmo hacia 619, del que no se recuperaría: algunas planificaciones testimonian el mantenimiento de una actividad muy reducida en el siglo VI. La ciudad no era más que un pueblo.
El Imperio bizantino mantuvo allí quizás una guarnición en el siglo VIII, pero en 838, Filipos fue tomada por los búlgaros del Kavján Isbul, que celebraron su victoria con una inscripción monumental sobre el estilóbato de la Basílica B, entonces parcialmente ruinosa. El sitio de Filipos tenía una importancia estratégica bastante grande para los bizantinos, que no intentaron retomarla enseguida, lo cual se produjo en 850: varios sellos de funcionarios y oficiales bizantinos fechados de la primera mitad del siglo IX, testimonian la presencia de ejércitos bizantinos en la ciudad.
Hacia 969, el emperador Nicéforo II Focas hizo reconstruir las fortificaciones de la acrópolis de una parte de la ciudad. Fue beneficiada por el debilitamiento de la amenaza búlgara y el resurgimiento del Imperio bizantino. En 1077, el obispo Basilio Kartzimopolos hizo reconstruir una parte de las defensas interiores de la ciudad. Conoció entonces un nuevo período de prosperidad del que da testimonio el geógrafo árabe Al Idrisi, que la menciona como un centro de negocios y de producción de vino hacia 1150.
Brevemente ocupada por los francos después de la Cuarta Cruzada y la caída de Constantinopla (1204). Hacia el 1205 cayó en manos de los latinos, que unos años después la perdieron ante los serbios. Una notable fortificación quedó en el recorrido de la antigua Vía Egnatia. El pretendiente al trono de Bizancio, Mateo Cantacuceno, fue capturado en esta ciudad por los serbios en 1354.
La fecha del abandono definitivo de la ciudad no es conocida, probablemente en el siglo XV, pero cuando el viajero francés Pierre Belon la visitó en el siglo XVI, no subsistían más que las ruinas, explotadas por los turcos como canteras. Los turcos se habían establecido en las cercanías, en un pueblo vecino, en la llanura, llamado Felibedjik (Philibedjik), cuyo topónimo fue conservado en primer lugar en un pueblo turco vecino Philibedjik (desaparecido en el siglo XIX), y luego por un pueblo griego de las montañas.

## Exploración arqueológica del sitio

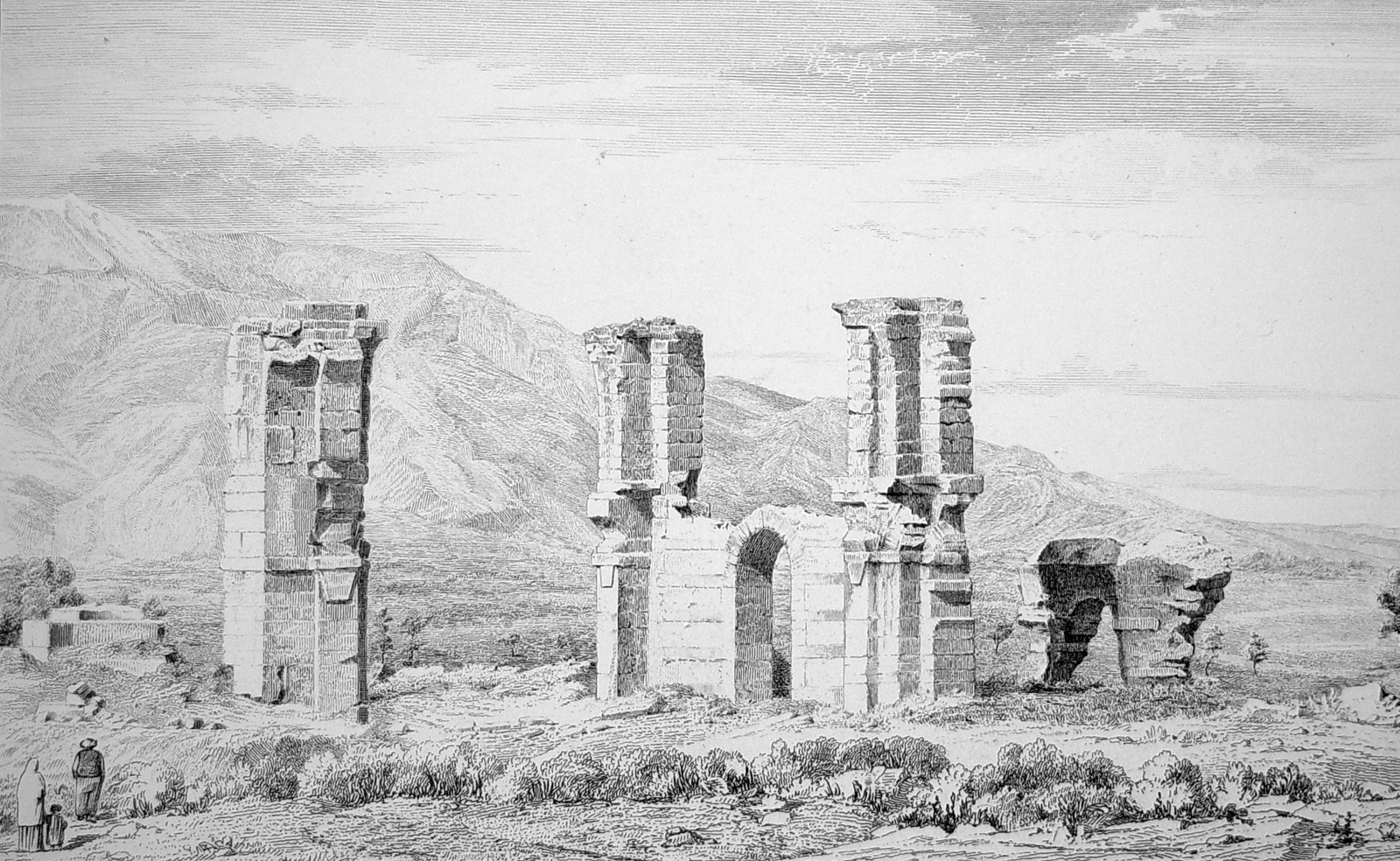
Vestigios de Direkler (Basílica B) dibujada por H. Daumet en 1861.

Señalada o descrita brevemente por los viajeros desde el siglo XVI, la ciudad fue objeto de una primera descripción arqueológica en 1856 por Perrot, luego en 1861 sobre todo por L. Heuzey y H. Daumet en su célebre Mission archéologique de Macédoine.
Hay que esperar, sin embargo, al verano de 1914 para que comenzaran las primeras excavaciones arqueológicas, enseguida interrumpidas por la Primera Guerra Mundial: fueron realizadas por la Escuela francesa de Atenas, EfA, que las retomó en 1920 y las prosiguió sistemáticamente hasta 1937, con la excavación del teatro, del foro, de las basílicas A y B, de las termas del sur y de la muralla. 
Después de la Segunda Guerra Mundial, los arqueólogos griegos reanudaron la exploración del sitio: la Sociedad Arqueológica de 1958 a 1978, luego el Servicio arqueológico y la Universidad de Tesalónica despejaron el barrio episcopal del Octógono, las grandes moradas particulares, una nueva basílica cerca del Museo y otras dos en la necrópolis al este de la ciudad.